# Penica peritheta
Penica peritheta är en fjärilsart som beskrevs av Walsingham 1914. Penica peritheta ingår i släktet Penica och familjen styltmalar. Inga underarter finns listade i Catalogue of Life.